# Rasskazovo
Rasskazovo (rusky Рассказово) je město v Tambovské oblasti v Ruské federaci. Při sčítání lidu v roce 2010 mělo přes pětačtyřicet tisíc obyvatel.

## Poloha a doprava
Rasskazovo leží v Ocko-donské nížině na řece  Lesnoj Tambov, pravém přítoku Cny v povodí Volhy. Od Tambova, správního střediska oblasti, je vzdáleno přibližně čtyřicet kilometrů východně.
Severně od města prochází železniční trať Moskva–Tambov–Saratov uvedená do provozu v roce 1871. Je na ní i stanice Rasskazovo, ale blíž centru Rasskazova je stanice Platonovo ve stejnojmenném sídle severovýchodně od centra Rasskazova.

## Dějiny
Sídlo zde vzniklo v roce 1697, kdy se zde na základě carského výnosu usadil původně moršanský sedlák Stěpan Andrejevič Rasskaz, podle kterého se také obec jmenuje.
V roce 1753 zde byla založena tkalcovna.
Od roku 1926 je Rasskazovo městem.

### Rodáci
- Moisej Alexandrovič Markov (1908–1994), teoretický fyzik
- Klara Ivanovna Gusevová (1937–2019), rychlobruslařka